# حميراء هودجسونية
حميراء هودجسونية (الاسم العلمي: Phoenicurus hodgsoni) (بالإنجليزية: Hodgson's Redstart)‏ هو نوع من الطيور يتبع جنس الحميراء من فصيلة خاطفات الذباب.